# Mutació cromosòmica
Les mutacions cromosòmiques (també anomenades aberracions o anomalies cromosòmiques) són aquelles mutacions que afecten el nombre o l'estructura dels cromosomes. Així podem trobar:
- Mutacions estructurals:
  - Inversió
  - Heterocromatina
  - Translocació
  - Cromosoma en anell
  - Llocs fràgils
  - Deleció
  - Duplicació
  - Isocromosoma
- Mutacions numèriques:
  - Aneuploidies
  - Euploidies